# 梁瀬行雄
梁瀬行雄（やなせ ゆきお、1944年（昭和19年）6月15日 - ）は、日本の銀行家。元あさひ銀行頭取、オリックス相談役。

## 来歴・人物
旧・埼玉銀行出身で、あさひ銀行最後の頭取。大和銀ホールディングスとの経営統合を決断し、りそなホールディングスの副社長を兼任。りそな銀行発足後にはHDの副社長専任となり、2003年の株主総会後に社長昇格が内定していたが、りそなグループの国有化で就任辞退を余儀なくされた。
その後、オリックスグループCEOの宮内義彦によってオリックスに迎えられ、同社の社長を歴任後、相談役に退いた。

## 略歴
- 1968年（昭和43年）3月 早稲田大学第一法学部卒業
- 1968年（昭和43年）4月 埼玉銀行入行
- 1996年（平成8年）6月 あさひ銀行取締役
- 1998年（平成10年）6月 同常務取締役
- 2000年（平成12年）6月 同専務取締役
- 2001年（平成13年）10月 同頭取
- 2002年（平成14年）
  - 3月 大和銀ホールディングス代表取締役副社長兼任
  - 10月 りそなホールディングス代表取締役副社長兼任
- 2003年（平成15年）
  - 5月 りそなHD副社長を辞任
  - 11月 オリックス常任顧問
- 2004年（平成16年）2月 同専務執行役
- 2005年（平成17年）
  - 2月 同執行役副社長
  - 6月 同取締役兼執行役副社長
- 2008年（平成20年）1月 同取締役兼代表執行役社長
- 2009年（平成21年）6月 TDK社外取締役
- 2011年（平成23年）
  - 1月 オリックス取締役兼執行役副会長
  - 6月 同相談役
- 2014年（平成26年）
  - 5月 OGIホールディングス代表取締役社長
- 2015年（平成27年）
  - 10月 同取締役会長
- 2016年（平成28年）
  - 4月 同顧問